# Новоалександровск
Новоалександровск (рус. Новоалександровск) град је у Русији у Ставропољском крају.

## Становништво
| 1939.  | 1959.  | 1970.  | 1979.  | 1989.  | 2002.  | 2010.  |
| ------ | ------ | ------ | ------ | ------ | ------ | ------ |
| 10,497 | 16.541 | 20.680 | 22.692 | 25.759 | 27.315 | 26.757 |